# Błażej Telichowski
Błażej Telichowski, né le 4 juin 1984 à Nowy Tomyśl, est un footballeur polonais. Il est défenseur au Podbeskidzie Bielsko-Biała.

## Carrière
- 2001-2006 :  Lech Poznań
- 2006-2008 :  Dyskobolia
- 2008-2010 :  Polonia Varsovie
- 2009 :  Arka Gdynia (prêt)
- 2010-2011 :  Polonia Bytom
- 2011-2012 :  Zagłębie Lubin
- 2012-2013 :  Górnik Zabrze
- 2013- :  Podbeskidzie Bielsko-Biała

## Palmarès
- Vainqueur de la Coupe de la Ligue : 2007 et 2008